# Хованський Іван Андрійович (льотчик)
Хованський Іван Андрійович (1908 — 6 січня 1937) — льотчик-добровілець, лейтенант, учасник громадянської війни в Іспанії. Герой Радянського Союзу (1937, посмертно).

## Біографія
Народився 1908 року в сучасній Брянській області. Виховувався у дитячих будинках Брянської області. Закінчив сім класів середньої школи.
У 1931 році вступив до ВКП(б). Після закінчення військової школи льотчиків служив у 107-й ескадрильї 83-ї винищувальної авіаційної бригади Білоруського військового округу. У 1936 році за успіхи в бойовій, політичній та технічній підготовці був нагороджений орденом «Знак Пошани».
З листопада 1936 року до січня 1937 року брав участь у національно-революційної війни в Іспанії. Літаючи на І-16, особисто збив один літак супротивника.
6 січня 1937 року загинув у повітряному бою. Опівдні під час відбиття нальоту 14 «юнкерсів» і 20 «хейнкелів» на Мадрид на висоті 100 метрів його І-16 зіткнувся з літаком противника.
Указом Президії Верховної Ради СРСР від 4 липня 1937 року за мужність і героїзм, виявлені і під час виконання міжнародного обов'язку, лейтенанту Івану Андрійовичу Хованському посмертно присвоєно звання Героя Радянського Союза.